# M83
M83 (NGC 5236) е спирална галактика, разположена по посока на съзвездието Хидра. Тя е една от най-ярките галактики, видими с бинокъл. През ХХ век в нея са били наблюдавани 6 свръхнови – SN 1923A, SN 1945B, SN 1950B, SN 1957D, SN 1968L и SN 1983N.
Открита е от Никола Луи дьо Лакай през 1752, по време на неговата експедиция на нос Добра надежда.
М83 е централна галактика в галактичния куп Кентавър А/M83.
Ъгловите ѝ размери са 8,7 × 2,2, а видимата ѝ звездна величина е 7,52. Намира се на 14,7 млн. светлинни години.